# Wolf (serie de televisión de 2023)
Wolf es una serie de televisión británica de la BBC estrenada en julio de 2023, basada en la novela del mismo nombre de la novelista Mo Hayder. La serie combina elementos de suspenso, drama, investigación, violencia y humor negro.

## Argumento
La serie narra dos historias. En la primera, un inspector de policía intenta reabrir un caso antiguo de varios asesinatos. La segunda historia sigue a una familia que regresa a su mansión, donde serán rehenes de dos hombres cuyas intenciones no quedan muy claras. Las dos historias se desarrollan por caminos separados que al final se entrecruzan.